# Palazzo Angaran
Il Palazzo Magrè Angaran è un edificio rinascimentale, costruito intorno al 1480 per la famiglia Magrè a Vicenza nell'antico borgo al di là del fiume Bacchiglione. È situato nell'attuale Piazza XX Settembre, di fronte al ponte degli Angeli, in angolo tra contrà Torretti e contrà Santa Lucia.

## Storia
Intorno al 1480, o forse qualche anno dopo, Battista Magrè, su di un'area appartenente alla famiglia, fece costruire - forse dall'architetto vicentino Tommaso Formenton - questo palazzo. Nel 1552 esso venne acquistato da Giacomo Angaran, amico di Andrea Palladio, cui chiese di preparare una "sontuosa invenzione" per sostituire l'edificio esistente; il Palladio disegnò il progetto che però non fu mai realizzato.
L'ultimo proprietario, Ottavio Angaran Porto, cedette l'immobile al Comune di Vicenza, che però lo utilizzò per usi impropri causandone l'inarrestabile degrado. Nel 1899 - qualche anno dopo la disastrosa alluvione del 1882 e per evitare ulteriori conseguenze delle frequenti esondazioni del vicino Bacchiglione - il livello stradale intorno al palazzo fu alzato, interrando quasi completamente il portico; nel secondo decennio del Novecento il palazzo stava per cadere del tutto in rovina, tanto da pensare alla sua demolizione.
A partire dal 1921, invece, se ne iniziò il restauro: venne smontato pezzo per pezzo e ricostruito a un livello più elevato, sostituendo soltanto le modanature fatiscenti o le colonne troppo logore; i lavori si conclusero nel 1934, con l'intonaco affrescato a quadroni policromi, ritenuto simile a quello originario.

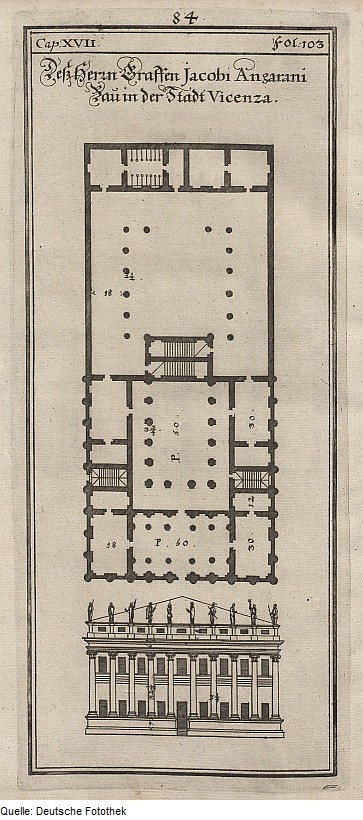
Pianta e prospetto del progetto non realizzato di Palladio
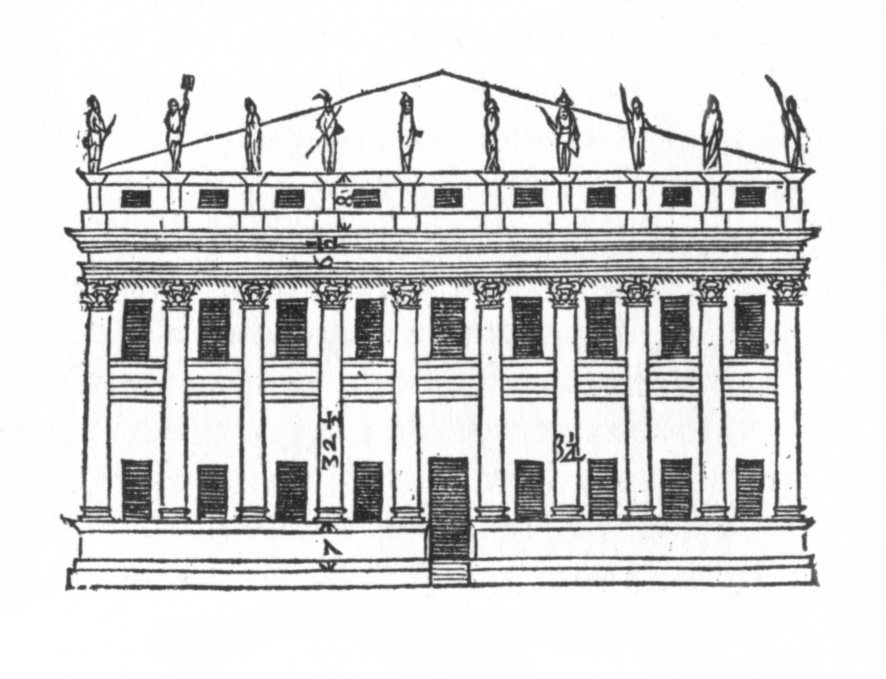
Prospetto del progetto non realizzato di Palladio

## Descrizione

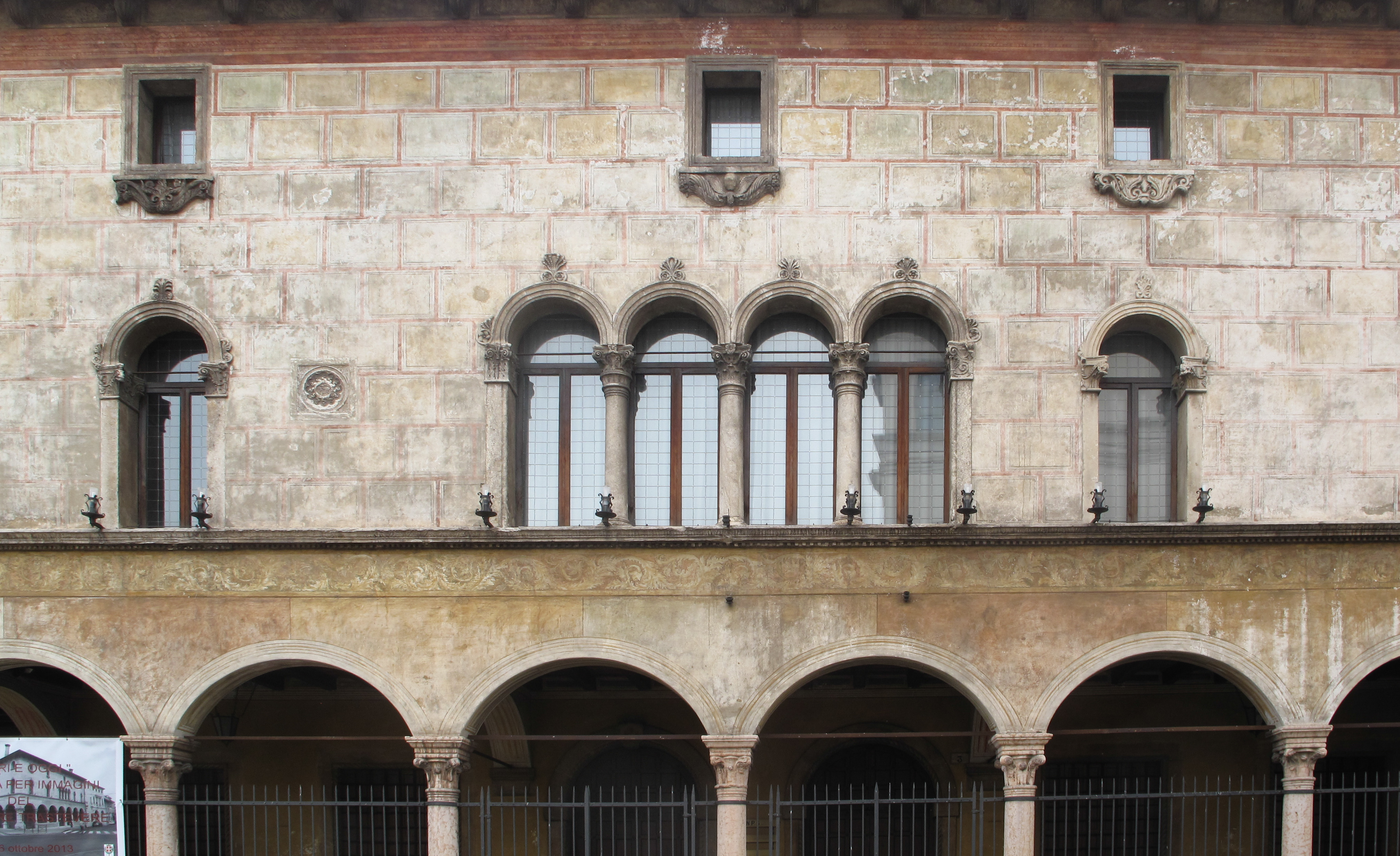
Facciata sud

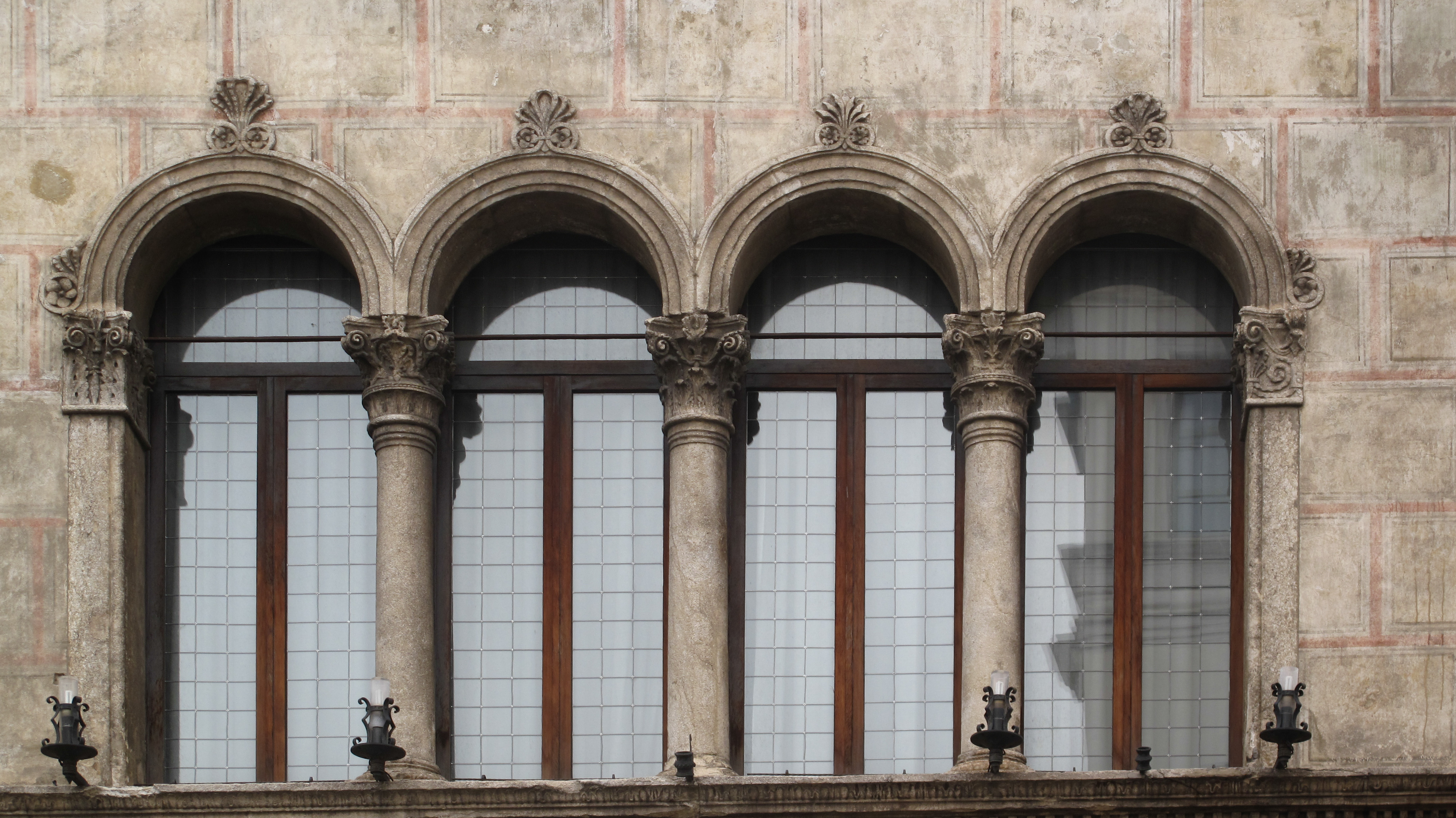
Quadrifora, facciata sud

Palazzo Angaran rappresenta un bell'esempio di architettura del primo Rinascimento a Vicenza. È circondato da un portico con archi ribassati, l'unico palazzo che in città sviluppa due facciate su portico continuo. Sul lato che prospetta su contrà Santa Lucia un'elegante quadrifora mostra, con la morfologia dei capitelli corinzi, le incipienti cadenze classicistiche del tempo, che tendono a rinnovare il gotico fiorito medievale.